# Pożegnanie z bronią (film 1957)
Pożegnanie z bronią (ang. A Farewell to Arms) – amerykański film wojenny z 1957 roku, zrealizowany na podstawie powieści Ernesta Hemingwaya pod tym samym tytułem.

## Fabuła
Akcja toczy się w czasach I wojny światowej na froncie południowym. Porucznik Frederic Henry (Rock Hudson) jest Amerykaninem, służącym ochotniczo w szeregach armii włoskiej. Przypadkowo ranny trafia do szpitala, gdzie opiekuje się nim pielęgniarka Catherine Barkley, z pochodzenia Angielka. Młodzi zakochują się w sobie, jednak na drodze ich miłości stoi wojna.

## Obsada
- Jennifer Jones – Pielęgniarka Catherine Barkley
- Rock Hudson – Porucznik Frederick Henry
- Vittorio De Sica – Major Alessandro Rinaldi
- Memmo Carotenuto – Nino
- Victor Francen – Pułkownik Valentini
- Oskar Homolka – Doktor Emerich
- Franco Interlenghi – Aymo
- Kurt Kasznar – Bonello
- Umberto Spadaro – Fryzjer
- Mercedes McCambridge – panna Van Campen
- Alberto Sordi – Ojciec Galli
- Bud Spencer – Carabiniere
- Elaine Stritch – Helen Ferguson